# 애널라이즈 댓
《애널라이즈 댓》(영어: Analyze That)은 2002년에 미국에서 제작된 해럴드 레이미스 감독의 마피아 범죄 코미디 영화로, 《애널라이즈 디스》(1999) 속편이다. 전편에 이어 로버트 드니로, 빌리 크리스털, 리사 쿠드로 등이 출연하였다.

## 줄거리
수감돼있던 싱싱 교도소에서 목숨이 위험해진 폴은 정신 이상인 척 하여 벤의 관리 책임 하에 임시로 한 달 동안 풀려난다. 벤의 조언대로 일반 직업을 찾던 폴은 마피아 소재 텔레비전 드라마 자문 역을 맡지만, 곧 현금 수송 차량 강탈을 계획한다.

## 출연
- 로버트 드니로 - 폴 비티 역
- 빌리 크리스털 - 벤 소블 역
- 리사 쿠드로 - 로라 소블 역
- 조 비터렐리 - 젤리 역
- 캐시 모리아티 - 패티 로프레스티 역
- 조이 디애즈 - 덕스 역

## 기타 제작진
- 공동 제작: 수잰 헤링턴
- 협력 제작: 로럴 A. 워드
- 배역: 엘런 체노웨스
- 미술: 윈 토머스
- 의상: 오드 브론슨하워드

## 우리말 녹음
SBS 성우진 (2007년 11월 10일)
- 양지운 - 폴 비티(로버트 드니로)
- 오세홍 - 벤 소블(빌리 크리스털)
- 강희선 - 로라 소블(리사 쿠드로)
- 윤소라 - 패티 로프레스티(캐시 모리아티)
- 김정호 - 젤리(조 비터렐리)
- 박상일 - 리처드 체이핀 판사(존 핀)
- 엄상현 - 감독(론 리낼디) / 죄수(브라이언 로갤스키)
- 엄태국 - 니키 시저(앤서니 러팔리아) / 알 파치노(윌리엄 더메이오)
- 김호성 - FBI 요원(데이비드 폰티노) / 리가지의 부하(리처드 말돈)
- 황윤걸 - 밀러(제임스 비베리) / 조감독(조지프 P. 리디)
- 변종필 - 마이클(카일 사비히) / 보비(크리스 타디오) / 리가지의 부하(조지프 도노프리오)
- 신상숙 - 서로니(캘리 손)
- 성창수 - 조이(폴 허먼) / 리가지(프랭크 지오) / 죄수(토머스 로잘러스 주니어)
- 이장원 - 매시엘로(팻 쿠퍼) / 덕스(조이 "코코" 디애즈)
- 이현주 - 실라(도나마리 레코)

SBS 스태프
- 컴퓨터 그래픽 - 이승호
- CG - 한혜원
- 녹음 - 김흥배
- 종합편집 - 이근형
- CM운행·편집 - 백광제
- 자막방송제작지원 - 방송위원회, 방송발전기금
- 번역 - 김선영
- 연출 - 배숙현